# Victor 't Sas
Victor 't Sas (Doornik, 1866 - 1942) was een Belgisch kunstschilder en affichekunstenaar.
Hij maakte vooral naam als afficheontwerper. In 1889 nam hij deel aan de voorbereidende proeven voor de Prix de Rome.

## Affiches
- Arlon. Villégiature agréable
- Breedene-Plage lez-Ostende
- Ostende. Hippodrome Wellington (1904)
- Engrais complets Battaille. Basècles. Fresnes
- Netherlands State Railways
- H. Daublain-Vandam Brasseur Sivry